# Fällforsselet
Fällforsselet är en sjö i Bodens kommun i Norrbotten och ingår i Luleälvens huvudavrinningsområde. Sjön har en area på 0,17 kvadratkilometer och ligger 121,1 meter över havet. Sjön avvattnas av vattendraget Flarkån.

## Delavrinningsområde
Fällforsselet ingår i det delavrinningsområde (735626-173637) som SMHI kallar för Inloppet i Notselet. Medelhöjden är 169 meter över havet och ytan är 7,98 kvadratkilometer. Räknas de 52 avrinningsområdena uppströms in blir den ackumulerade arean 461,19 kvadratkilometer. Flarkån som avvattnar avrinningsområdet har biflödesordning 2, vilket innebär att vattnet flödar genom totalt 2 vattendrag innan det når havet efter 104 kilometer. Avrinningsområdet består mestadels av skog (87 procent). Avrinningsområdet har 0,21 kvadratkilometer vattenytor vilket ger det en sjöprocent på 2,6 procent.